# خرسانة و تسليح
الخرسانة والتسليح، الخرسانة   عبارة عن خليط من الاسمنت  والحصويات (حصى، رمل) و الماء بنسب متناسقة. والتسليح هو إضافة أسياخ الحديد   إليها.

## الخرسانة المسلحة
هي المادة الناتجة عن إضافة الفولاذ إلى الخرسانة حيث يوضع بشكل مدروس يتمكن من امتصاص جهود الشد التي لا تستطيع الخرسانة بمفردها مقاومتها بسبب ضعفها اتجاه تلك الجهود. خلافا لمقاومة المواد التي تعتمد قواعدها على المواد المتجانسة، صيغت قوانين حساب الخرسانة المسلحة لانها مادة غير متجانسة، ثعرف بقواعد c.c.B.A68 ثم ادخلت عليها تعديلات سنة 1970.
مزايا وسلبيات الخرسانة المسلحة:

## المزايا
تمتاز الخرسانة المسلحة بمايلي
- مرونتها عند الاستعمال.

- لا تحتاج المنشات الخرسانية لاي صيانة.
- . يمكن إنجاز عناصر مسبقة الصنع بواسطة الخرسانة المسلحة.
- الخرسانة المسلحة تقاوم الجهود الفجائية.
- الخرسانة المسلحة ضعيفة النقل للحرارة مما يجعلها مقاومة للنار بشكل جيد.

## السلبيات
أهم هذه السلبيات هي:
- المنشات الخرسانية المسلحة مكلفة الثمن.
- المنشات الخرسانية ثقيلة الوزن.
- المنشات الخرسانية المسلحة صعبة التعديل أو التغيير بعد التصلب.
- الحوادث التي تصيب هذه المنشات مهلكة وعنيفة.

- مكونات الخرسانة المسلحة: كما سلفت الإشارة إليه، فان الخرسانة المسلحة مكونة من الاسمنت والحصويات(حصى، رمل)و الماء والتسليح. _قبل دراسة هذه المكونات تجدر الإشارة إلى أن الخرسانة المسلحة تختلف عن الخرسانة العادية بالمعايرة وقطر الحصويات(الخشونة). _المعايرة هي وزن الاسمنت في المتر المكعب من الخرسانة وتكون عموما بين 250و 400كغ. _خشونة الحصويات تكون بحيث تستطيع الخرسانة المرور بسهولة بين التسليح والقولبة.
1*الاسمنت: يسلم الاسمنت في الورشة على شكل اكياس أو يفرغ في الاهراء بواسطة الشاحنات. أهم أنواع الاسمنت هي:
- اسمنت بور تلندي اصطناعيCPA.
- اسمنت اصطناعي ذو مقاومة عالية أو اسمنت ممتاز.
- اسمنت ذائب أو الوميني.
- اسمنت الثفل.

## ترميز الأسمنت
يرمز للاسمنت باحرف تدل على طبيعة الاسمنت ومركباته مثل:
- C.P.A: اسمنت بورتلندي اصطناعي.
- C.P.A.L: اسمنت بورتلندي بالثفل.
- C.L.K:اسمنت بالثفل والكلنكر.

هذا الرمز يتبع بعدد يشير إلى مقاومة الانضغاظ لعينة الملاط المصنوع من هذا الاسمنت، ويشير كذلك إلى قسم الاسمنت مثل:325C.P.A. 2*الرمل: هو ناتج عن تفتيت الصخور إلى حبيبات صغيرة ذات ابعاد تقل عن 5مم، ويسمى اصطناعيا(غرانيت، كلس...)أو مستخلص من سرير الأنهار ويسمى طبيعيا. يصنف الرمل إلى ثلاثة أقسام حسب قطر جزيئاته:
رمل دقيق من 0الى 0.5مم. رمل متوسط من 0.5الى 2مم. رمل خشن من 2 إلى 5مم. _وزن المتر المكعب من الرمل يساوي تقريبا 1600كغ.يجب أن يكون الرمل المستعمل في الخرسانة، نظيفا خاليا من التراب والمواد العضوية أو الغضار.
اتحصى: هو ناتج عن تفتيت الصخور إلى حبيبات صخرية يتراوح قطرها من 5 إلى 25 مم ويسمى اصطناعيا، أو مستخلص من الوذيان(حصى الوذيان) وتكون ذائرية الشكل. يصنف الحصى إلى ثلاثة أقسام حسب قطر حبيباته. حصى صغير من 5 إلى 15 مم. حصى متوسط من 15 إلى 25 مم. حصى خشن من 25 ال 40 مم. وزن المتلر مكعب من الحصى يساوي تقريبا 1400 كلغ. يجب أن يكون الحصى المستعمل في الخرسانة نظيفا وخاليا من التراب والمواد العضوية.
الماء: يجب أن يكون الماء الداخل في تركيب الخرسانة نظيفا، خال من القلويات والحوامض. تؤثر كمية الماء على مقاومة الخرسانة وتوجد علاقات كثيرة للتعبير عن مقاومة الخرسانة مع كمية مياه الخلط. سعة الماء في المتر المكعب امن الخرسانة يساوي 160 ال 180ل.
التسليح: التسليح المستعمل في الخرسانة المسلحة هو: فولاذ املس مستدير(R.L). فولاذ عالي الالتحام(H.A). الشبكة الملحمة(T.S). الصفائح المقطوعة والمشدودة.
فولاذ املس مستدير: يوجد على ثلاثة أنواعFeE22: feE24:FeE34:تدل هذه الاعداد على حد الورونة في حالة الشد أو الانضغاط لان هاتين القيمتين متساويتين. الأقطار النظامية الوستعملة هي:5,6,8,10,12,14,16,20,25,32,40.
فولاذ عالي الالتحام: يوجد أربعة أنواع: FeE40A;FeE40B;FeE45;FeE50. الشبكة الملحمة: هي عبارة عن اسلاك متلاقية تكون رباعي الاضلع عموما مربعا حيث التباعد يساوي: الاسلاك الحاملة:75,100,125,150,200. اسلاك التوزيع: 50,100,150,200,250,300. قطر الاسلاك: 3,3.5,4,4.5,5,6,7,8,9,10,11(مم).
الصفائح المقطوعة والمشدودة: نحصل عليها بتقطيع الصفائح إلى شرائح متوازية.
الالتحام: بفضل الالتحام يمكن للجهود ان تنتقل من الفولاذ إلى الخرسانة أو العكس وتسمح أيضا بانتقالها من تسليح إلى آخر. الخرسانة المسلحة المضغوطة تؤدي إلى انضغاط التسليح والخرسانة معا ومنه نستطيع أن نقول ان التسليح لا ينزلق مع الخرسانة.
فرضيات الخرسانة المسلحة: لحساب الخرسانة المسلحة نحتفظ بفرضيات مقاومة المواد، مع إضافة فرضيات أخرى، نظرا لكون مقطع الخرسانة الوسلحة غير متجانس وحالته تختلف في الشد والانضغاط وهي:
1_الخرسانة المشدودة مهملة: نظرا لكون مقاومة الشد للخرسانة ضعيفة، نهملها تحسبا للامان وعند حساب الاجهادات الناظمية وتحديد مقاطع التسليح نهمل الخرسانة المشدودة ولكن نعتبر الفولاذ هو الذي يقوم بامتصاص اجهادات الشد. هذا الافتراض يجعل الحساب أكثر تعقيدا بالمقارنة مع الاجسام المتجانسة.
2_تجانس المقطع: تسهيلا لتطبيق قواعد مقاومة المواد الخاصة بالاجسام المتجانسة للحرسانة المسلحة نفترض اوكانية تحويل مقطع الخرسانة غير المتجانس.تبعا لذلك يمكن استبدال مساحة مقطع الفولاذ(A)حسابيا بما يكافئها من الخرسانة(n.A)هو معامل التكافؤ. ضمن هذه الشروط، سمي: B0:مساحة المقطع المتاجنس. B:مساحة مقطع الخرسانة المضغوطة. A0:المساحة الكلية للقضبان المضغوطة. A:المساحة الكلية للقضبان المشدودة. بافتراض ان الخرسانة المشدودة مهملة لدينا: في حالة مقطع مضغوط كليا، تكون العلاقة كالاتي: B0=B+nA في حالة مقطع مضغوط جزئيا، تكون العلاقة كالاتي: B0=B+nA+A0 ملاحظات: نحسب(B0) بغض النظر عن مساحة التسليح المضغوط. وبمعنى آخر، نحسب المقطع الهندسي المضغوط. ينتج عن الفرضيات السابقة ان الإجهاد في ليفة من الفولاذ يساوي n مرة في الإجهاد في الخرسانة المكافئة له.
3_مقاومة جهود القص: نفترض ان جهود القص قد يوازنها شد الخرسانة وحدها إذا كانت ضعيفة أو كانت بلاطة، وفي الحالة العامة اجهادات ناتجة عن نظام مختلط مكون من اذرع حرسانية مضغوطة وقضبان مشدودة.
I.	الاجهادات المقبولة :
1)	الاجهادات المقبولة في الخرسانة :
a)	اجهاد الانضغاط : 
تتميز الخرسانة المستخدمة في الخرسانة المسلحة باجهاد الانضغاط بعد 28 يوم، ويرمز له ويتم تحديده تجريبيا أو حسب الخبرة.

## تقدير القيم
يمكن أن نقدر قيم حسب الخبرة في حالة الاسمنت في صنف 325 في الجدول التالي :
المعايرة كغ/م
	كغ/سم2	بار
250
	184	180
300
	235	230
400
	275	270
350
	306	300
b)	اجهاد الشد (28σ): اما في حالة الشد (28σ) فيكون الجدول التالي :
المعايرة كغ/م 
28σ
	كغ/سم2	بار
250
	18.1	 17.8
300
	21.2	20.8
400
	23.7	23.2
350
	25.5	25.0
المعايرة كغ/م 
خرسانة قليلة المراقبة	خرسانة حسنة المراقبة
	بار	كغ/سم 
بار	كغ/سم
250	45	46	54	55
300	57.5	58.5	69	70.5
350	67.5	68.5	81	82.5
400	75	76.5	90	92
c)	اجهاد الانضغاط المقبول :
تؤخذ قيمة اجهاد الانضغاط القبول للخرسانة مساوية لجزء من مقاومتها عند عمر 28 يوم :
حيث : : هي جداء عدة عوامل.
d)	اجهاد الشد المرجعي :بما أن الخرسانة المشدودة مهملة فاننا لا نتكلم عن اجهاد الشد المقبول ولكن عن الإجهاد المرجعي ويرمز له : ويساوي جزء من مقاومة الخرسانة بعد28يوم :
المعايرة كغ/م 
خرسانة قليلة المراقبة	خرسانة حسنة المراقبة
	بار	كغ/سم2	بار	كغ/سم2
250	4.4	4.5	5.3	5.4
300	5.2	5.3	6.2	6.3
350	5.8	5.9	7.0	7.1
400	6.2	6.3	7.5	7.6
2)	الاجهادات المقبولة في التسليح: 
a)	اجهاد الشد المقبول :يرمز لهذا الإجهاد ب ويساوي:
حيث: aφ =2/3 في حالة التحميل من النوع الأول.
aφ =1 في حالة التحميل من النوع الثاني.
قيمة الاجهادات موضحة في الجدولين الاتيين:
مستدير املس (R.L)
نوع الفولاذ	FeE22	FeE24	FeE34
	بار	كغ/سم 
كغ/سم 
بار	كغ/سم 
بار
2160	2200	2350	2400	3340	3400 
1440	1470	1570	1600	2230	2270
القضبان عالية الالتحام (H.A)
الصنف	القطر الاسمي(مم)	 
من أجل  =2/3
		بار	كغ/سم 
بار	كغ/سم
FeE40A	5 _ 20	4120	4200	2750	2800
FeE40A	25 ـ 40	3920	4000	2610	2670
FeE45	5 ـ 32	4410	4500	2940	3000
FeE50	5 ـ 16	4900	5000	3270	3330
تتعلق كمية هذا الإجهاد بالخصائص الميكانكية للفولاذ، يمكن تخفيض قيمة لاجهاد الحسابية لتفادي ظهور الشقوق في الخرسانة.
-	ناخذ أكبر قيمة ل بحيث:
حيث: k: معامل عددي يتعلق بالشوق.
K=1.5 10 إذا كانت الشقوق خفيفة الضرر.
K= 1 ادا كانت الشقوق مؤدية.
K=0.5 ادا كانت الشقوق مؤدية جدا.
n= 1 في حالة الفلاد الدائري الاملس.
n=1.6 في حالة الفولا= العلي الالتخام.
```
: أكبر قطر للقضبان المشدودة.
```

نسبة التشققات المخددة بالعلاقة التالية:
خيث : A المثطع الكلي للتسليح المشدود.
Ga :مركز ثقل التسليح المشدود.
b)	اجهاد الانضغاط المقبول للقضيان الطولية :
عموما لدينا:
ملاحظة:إذا كانت قيمة حد الإجهاد المرن 3340كغ/سم.
يصبح لدينا اجهاد مقبول في الانضغاط يساوي:
في حالة استعمال فولاذ من نوع FeE22 حيث بار >3300 بار.
نحصل على :
Kg/cm. 
بحساب مماثل نحصل علي الجدول التالي:
قضبان ملساء.	قضبان ذات التحام عالي.
نوع الفولاذ	 (بار)
(كغ/سم)
نوع الفولاذ	 (بار)
(كغ/سم)
FeE22	930	950	FeE22
2750
2610	
2800
2670
FeE24	1100	1120	FeE22	2940	3000
FeE34	2230	2270	FeE22	3270	3330
1. ↑  منير البعلبكي؛ رمزي البعلبكي (2008). المورد الحديث: قاموس إنكليزي عربي (بالعربية والإنجليزية) (ط. 1). بيروت: دار العلم للملايين. ص. 435. ISBN:978-9953-63-541-5. OCLC:405515532. OL:50197876M. QID:Q112315598.
2. ↑  article "Concrete Inhomogeneity of Vertical Cast-In-Situ Elements In Frame-Type Buildings". نسخة محفوظة 02 فبراير 2017 على موقع واي باك مشين.
3. ↑  المعجم الموحد لمصطلحات علم الأحياء، سلسلة المعاجم الموحدة (8) (بالعربية والإنجليزية والفرنسية)، تونس: مكتب تنسيق التعريب، 1993، ص. 74، OCLC:929544775، QID:Q114972534
4. ↑  Weeks, Mary Elvira; Leichester, Henry M. (1968). "Elements known to the ancients". Discovery of the elements (بالإنجليزية). Easton, PA: Journal of Chemical Education. pp. 29–40. ISBN:0-7661-3872-0. LCCN:68-15217. Archived from the original on 2021-06-06.
5. ↑  Walsh, Declan (2 Jun 2016). "King Tut's Dagger Made of 'Iron From the Sky,' Researchers Say". The New York Times (بالإنجليزية). Archived from the original on 2020-11-12. Retrieved 2016-06-04. the blade's composition of iron, nickel and cobalt was an approximate match for a meteorite that landed in northern Egypt. The result "strongly suggests an extraterrestrial origin"

1. ↑  يوسف مصطفى الحاروني (2018). قصة الحديد. وكالة الصحافة العربية. مؤرشف من الأصل في 2023-04-02.